# Stefan Minkwitz
Stefan Minkwitz (* 1. Juni 1968 in Magdeburg) ist ein ehemaliger deutscher Fußballspieler und heutiger -trainer.

## Sportlicher Werdegang
Stefan Minkwitz begann das Fußballspielen bei der BSG Traktor Niederndodeleben, wechselte als Nachwuchsspieler zum 1. FC Magdeburg und spielte danach von 1976 bis 1981 bei Börde Rottmersleben. Mit 13 Jahren kehrte er zum 1. FC Magdeburg zurück. Im Oberligateam des FCM wurde er erstmals am 7. November 1987 eingesetzt, danach konnte der 1,72 m große Mittelfeldspieler sich schnell zum Stammspieler entwickeln. Bis 1992 absolvierte Minkwitz für den FCM 110 Punktspiele, 38 davon in der ersten Nachwendesaison in der drittklassigen Amateur-Oberliga, und elf nationale Pokalspiele. Dabei kam er auf insgesamt 16 Tore. Seine drei UEFA-Pokal-Spiele für Magdeburg bestritt er in der Saison 1990/91 in der 1. und 2. Runde gegen die finnische Mannschaft Rovaniemi PS (0;0, 1:0) und im Hinspiel gegen Girondins Bordeaux (0:1).
1990 wurde Minkwitz in zwei Spielen der DDR-Nationalmannschaft eingesetzt: am 28. März 1990 DDR–USA (3:2) und am 11. April 1990 DDR–Ägypten (2:0).
1992 wechselte Minkwitz in die 2. Bundesliga zum MSV Duisburg. Ein Jahr später spielte er bei den Stuttgarter Kickers, ab 1994 bei Fortuna Düsseldorf. Mit der Fortuna schaffte Minkwitz 1995 den Aufstieg in die Bundesliga, wechselte aber 1996 wieder zu den Stuttgarter Kickers zurück. Dort spielte Minkwitz bis 2004 (ab 2001 Regionalliga Süd), wo er seine aktive Laufbahn beendete. Bis Juni 2007 fungierte Minkwitz bei den Schwaben als Co-Trainer. Zu Beginn der Saison 2007/08 übernahm er das Traineramt der A-Junioren, welche in der A-Junioren-Bundesliga spielten.
Am 4. November 2007 wurde er zum Cheftrainer befördert, nachdem der bisherige Coach Peter Zeidler nach einer sportlichen Talfahrt mit sofortiger Wirkung beurlaubt wurde. Minkwitz schaffte mit den Kickers die Qualifikation für die neue 3. Liga. Nach dem siebten Spieltag der Folgesaison wurde er am 21. September 2008 nach sechs Niederlagen in sieben Spielen suspendiert. Im Rahmen seiner Trainer-Ausbildung absolvierte Minkwitz ab Januar 2010 ein Praktikum beim SSV Reutlingen und übernahm am 15. April 2010 die Rolle als Cheftrainer, nachdem der bisherige Cheftrainer Roland Seitz zu Eintracht Trier gewechselt war. Nach nur einem Spiel – einer 0:3-Heimniederlage gegen den SC Freiburg II – gab Minkwitz die Verantwortung an ein Quartett bestehend aus den Spielern Andreas Rill, Jens Härter, Manuel Waidmann und Tobias Linse ab. Von Anfang Mai 2010 bis Ende November 2011 war Minkwitz Trainer des Bezirksligisten SV Hoffeld.
Nach einer mehrjährigen Pause verpflichtete im Sommer 2014 der Regionalligist SV Elversberg Minkwitz als Trainerassistent von Willi Kronhardt. Lange Zeit war der Klub aussichtsreich auf den Aufstiegsplätzen platziert, rutschte aber gegen Saisonende nach schwächeren Partien in der Tabelle ab. Daraufhin wurde Kronhardt Anfang Mai 2015 von seinen Aufgaben entbunden, bis zum Saisonende betreute Minkwitz die Mannschaft.
Im Sommer 2017 kehrte Minkwitz abermals ins Fußballgeschäft zurück und übernahm an der Seite von Cheftrainer Michael Feichtenbeiner den Co-Trainer-Posten bei der deutschen U-16-Nationalmannschaft.

## Privates
Stefan Minkwitz ist gelernter Maschinenanlagen-Monteur. Da er das Wissen aus der DDR aber nicht mehr nutzen konnte, begann er 2010 eine Umschulung zum Sport- und Fitnesskaufmann. Minkwitz ist seit 2007 Fußballtrainer mit A-Lizenz (für Traineraufgaben im höheren Amateurbereich und in der Regionalliga). Er wohnt in Leonberg. Sein Sohn Ronny ist ebenfalls Fußballspieler.